# Néstoras Kómmatos
Néstoras Kómmatos (grec moderne : Νέστορας Κόμματος), né le 4 mai 1977, à Larissa, en Grèce, est un joueur grec de basket-ball. Il évolue aux postes d'ailier fort et de pivot.

## Palmarès
- All-Star de la ligue grecque 2003, 2004
- MVP du All-Star Game grec 2004
- Champion de Grèce 2004
- MVP de la coupe de Grèce 2004
- Meilleur marqueur du championnat de Grèce 2004
- Vainqueur de l'Euroligue 2005
- Champion d'Israël 2005
- Vainqueur de la coupe d'Israël 2005